# Lars Ricken
Lars Ricken (Dortmund, 10 de julio de 1976) es un exfutbolista alemán. Se desempeñaba en la posición de centrocampista y jugó toda su carrera en el Borussia Dortmund, club en el que se convirtió en el jugador más joven en debutar oficialmente, hasta que Nuri Sahin batió su récord. También fue internacional con la selección alemana. 

## Trayectoria

### Clubes
Ricken jugó toda su carrera en el Borussia Dortmund, con el que ganó tres títulos de liga y disputó poco más de trescientos partidos en la liga. Además, en 1997 se consagró campeón de la Liga de Campeones de la UEFA, en la que le marcó un gol a la Juventus de Turín en la final, que acabó 3:1 a su favor. También ganó la Copa Intercontinental de ese año. Debido a sus problemas físicos y lesiones, sus dos últimas temporadas las jugó con la reserva del equipo hasta que anunció su retiro en 2009, a los treinta y dos años. Más tarde, fue nombrado coordinador de la cantera del club.

### Selección nacional
En 1992 Ricken ganó el Campeonato Europeo sub-16 de la UEFA celebrado en Chipre. Dos años después, fue parte de la plantilla que perdió por penales la final del Campeonato Europeo sub-18 ante Portugal. Con la sub-21 jugó la Eurocopa en 1996 y en 1998. Entre 1997 y 2002, jugó dieciséis encuentros y anotó un gol con la selección absoluta. En 1999 participó en la Copa Confederaciones de México, en la que disputó los partidos contra Brasil y Nueva Zelanda, e integró el plantel que llegó a la final de la Copa Mundial de Fútbol de 2002, que perdieron ante Brasil por 2:0.

#### Participaciones en Copas del Mundo
| Mundial                        | Sede                  | Resultado  |
| ------------------------------ | --------------------- | ---------- |
| Copa Mundial de Fútbol de 2002 | Corea del Sur y Japón | Subcampeón |

#### Participaciones en Eurocopas
| Torneo                  | Sede    | Resultado        |
| ----------------------- | ------- | ---------------- |
| Eurocopa Sub-16 de 1992 | Chipre  | Campeón          |
| Eurocopa Sub-18 de 1994 | España  | Subcampeón       |
| Eurocopa Sub-21 de 1996 | España  | Cuartos de final |
| Eurocopa Sub-21 de 1998 | Rumania | Cuartos de final |

#### Participaciones en Copa Confederaciones
| Torneo                    | Sede   | Resultado      |
| ------------------------- | ------ | -------------- |
| Copa Confederaciones 1999 | México | Fase de grupos |

## Estadísticas

### Clubes
La siguiente tabla detalla los encuentros disputados y los goles marcados por Ricken en los clubes en los que militó.
| Borussia Dortmund · Alemania |                     |     |    |    |    |   |    |    |    |    |     |    |    |
| 1993-94 | 5                   | 1   | 0  | 0  | 0  | 0 | 2  | 1  | 0  | 7  | 2   | 0  |    |
| 1994-95 | 21                  | 2   | 2  | 0  | 0  | 0 | 7  | 1  | 0  | 28 | 3   | 2  |    |
| 1995-96 | 26                  | 6   | 8  | 0  | 0  | 0 | 7  | 2  | 0  | 33 | 8   | 8  |    |
| 1996-97 | 23                  | 2   | 2  | 0  | 0  | 0 | 9  | 4  | 0  | 32 | 6   | 2  |    |
| 1997-98 | 25                  | 2   | 3  | 2  | 3  | 0 | 5  | 0  | 1  | 32 | 5   | 4  |    |
| 1998-99 | 28                  | 5   | 6  | 2  | 0  | 1 | 0  | 0  | 0  | 30 | 5   | 7  |    |
| 1999-00 | 29                  | 4   | 2  | 1  | 0  | 0 | 11 | 0  | 1  | 41 | 4   | 3  |    |
| 2000-01 | 29                  | 6   | 9  | 3  | 1  | 1 | 0  | 0  | 0  | 32 | 7   | 10 |    |
| 2001-02 | 28                  | 6   | 3  | 1  | 0  | 0 | 15 | 4  | 1  | 44 | 10  | 4  |    |
| 2002-03 | 24                  | 4   | 7  | 1  | 0  | 0 | 11 | 0  | 2  | 36 | 4   | 9  |    |
| 2003-04 | 23                  | 2   | 6  | 2  | 0  | 0 | 7  | 2  | 1  | 32 | 4   | 7  |    |
| 2004-05 | 17                  | 5   | 4  | 1  | 0  | 0 | 0  | 0  | 0  | 18 | 5   | 4  |    |
| 2005-06 | 10                  | 4   | 2  | 1  | 0  | 0 | 0  | 0  | 0  | 11 | 4   | 2  |    |
| 2006-07 | 13                  | 0   | 2  | 1  | 0  | 0 | 0  | 0  | 0  | 14 | 0   | 2  |    |
| 2007-08 | 0                   | 0   | 0  | 0  | 0  | 0 | 0  | 0  | 0  | 0  | 0   | 0  |    |
| 2008-09 | 0                   | 0   | 0  | 0  | 0  | 0 | 0  | 0  | 0  | 0  | 0   | 0  |    |
| Total en su carrera | Total en su carrera | 301 | 49 | 56 | 15 | 4 | 2  | 74 | 14 | 6  | 390 | 67 | 64 |
| (1) Incluye datos de Copa de Alemania. (2) Incluye datos de Copa de la UEFA, Liga de Campeones de la UEFA, Copa Intercontinental y Copa Intertoto. (3) No incluye goles en partidos amistosos. |                     |     |    |    |    |   |    |    |    |    |     |    |    |

### Selección nacional
La siguiente tabla detalla los encuentros disputados y los goles marcados por Ricken con la selección alemana.
| Selección                                                 | Año   | Amistoso | Amistoso | Amistoso | Clasificación | Clasificación | Clasificación | Copa Mundial | Copa Mundial | Copa Mundial | Copa Confederaciones | Copa Confederaciones | Copa Confederaciones | Total | Total | Total |
| Selección                                                 | Año   | PJ       | G        | A        | PJ            | G             | A             | PJ           | G            | A            | PJ                   | G                    | A                    | PJ    | G     | A     |
| --------------------------------------------------------- | ----- | -------- | -------- | -------- | ------------- | ------------- | ------------- | ------------ | ------------ | ------------ | -------------------- | -------------------- | -------------------- | ----- | ----- | ----- |
| Alemania                                                  | 1997  | 0        | 0        | 0        | 1             | 0             | 0             | -            | -            | -            | -                    | -                    | -                    | 1     | 0     | 0     |
| Alemania                                                  | 1998  | 1        | 0        | 0        | 2             | 0             | 2             | -            | -            | -            | -                    | -                    | -                    | 3     | 0     | 2     |
| Alemania                                                  | 1999  | 2        | 0        | 0        | -             | -             | -             | -            | -            | -            | 2                    | 0                    | 0                    | 4     | 0     | 0     |
| Alemania                                                  | 2000  | 0        | 0        | 0        | -             | -             | -             | -            | -            | -            | -                    | -                    | -                    | 0     | 0     | 0     |
| Alemania                                                  | 2001  | 2        | 0        | 2        | 4             | 0             | 0             | -            | -            | -            | -                    | -                    | -                    | 6     | 0     | 2     |
| Alemania                                                  | 2002  | 2        | 1        | 0        | -             | -             | -             | 0            | 0            | 0            | -                    | -                    | -                    | 2     | 1     | 0     |
| Total                                                     | Total | 7        | 1        | 2        | 7             | 0             | 2             | 0            | 0            | 0            | 2                    | 0                    | 0                    | 16    | 1     | 4     |
| (1) Incluye datos de clasificación europea y mundialista. |       |          |          |          |               |               |               |              |              |              |                      |                      |                      |       |       |       |

### Resumen estadístico
| Competición           | Partidos | Goles | Asistencias | Promedio |
| --------------------- | -------- | ----- | ----------- | -------- |
| Primera división      | 301      | 49    | 56          | 0,16     |
| Copas nacionales      | 15       | 4     | 2           | 0,26     |
| Copas internacionales | 74       | 14    | 6           | 0,18     |
| Selección de Alemania | 16       | 1     | 4           | 0,06     |
| Total                 | 406      | 68    | 68          | 0,16     |

## Palmarés

### Campeonatos nacionales
| Título                | Club              | País     | Año     |
| --------------------- | ----------------- | -------- | ------- |
| Bundesliga            | Borussia Dortmund | Alemania | 1994-95 |
| Supercopa de Alemania | Borussia Dortmund | Alemania | 1995    |
| Bundesliga            | Borussia Dortmund | Alemania | 1995-96 |
| Supercopa de Alemania | Borussia Dortmund | Alemania | 1996    |
| Bundesliga            | Borussia Dortmund | Alemania | 2001-02 |

### Campeonatos internacionales
| Título                       | Equipo (*)            | País     | Año     |
| ---------------------------- | --------------------- | -------- | ------- |
| Eurocopa Sub-16              | Selección de Alemania | Alemania | 1992    |
| Liga de Campeones de la UEFA | Borussia Dortmund     | Alemania | 1996-97 |
| Copa Intercontinental        | Borussia Dortmund     | Japón    | 1997    |

(*) Incluye la selección.

## Vida privada
En julio de 2010 Ricken se casó la conductora de televisión Andrea Kaiser, de la que se separó tres años después.